# 広橋兼廉
広橋兼廉（ひろはし かねよし、延宝6年（1678年）3月3日 - 享保9年（1724年）2月23日）は、江戸時代中期の公卿。

## 官歴
- 元禄5年（1692年）：従五位上、侍従
- 元禄6年（1693年）：権右少弁
- 元禄7年（1694年）：右少弁、蔵人
- 元禄8年（1695年）：正五位上
- 元禄10年（1697年）：左少弁
- 元禄12年（1699年）：右中弁
- 元禄16年（1703年）：蔵人頭、従四位下
- 宝永元年（1704年）：正四位上、右大弁
- 宝永2年（1705年）：左大弁
- 宝永3年（1705年）：従三位、参議
- 正徳元年（1711年）：正三位、権中納言
- 享保元年（1716年）：従二位
- 享保4年（1719年）：権大納言
- 享保6年（1721年）：踏歌節会続内弁
- 享保8年（1723年）：踏歌節会外弁

## 系譜
- 父：広橋貞光
- 弟：西大路隆業
- 子：広橋兼頼
- 子：久世栄通